# Свети Никола (Зовик)
Вижте пояснителната страница за други значения на Свети Никола.
„Свети Николай Мирликийски Чудотворец“ или „Свети Никола“ (на македонска литературна норма: „Свети Николај Мирликијски Чудотворец“, „Свети Никола“) е възрожденска църква в битолското село Зовик, част от Преспанско-Пелагонийската епархия на Македонската православна църква – Охридска архиепископия. Издигната е в 1862 година. На южната стена, вляво от вратата има взидана мраморна плоча с размери 0,68 X 0,54 m, на която е изсечен красив надпис за нейното издигане по времето на митрополит Венедикт Византийски. Двамата ктитори дядо Богдан Сесилков и дядо Ангел Ангелов са изсечени на каменни плочи с кръстове в ръце, което е уникално. Както плочите, така и изписването на църквата е дело на дебърски майстори от Гари. Представлява еднокорабна сграда от камък, засводена с полукръгъл свод, декорирана с фрески и икони. Пострадва през Първата световна война. В 1920/21 година, разселеното по време на войната население се завръща и започва обновяване на църквата, която е завършена в 1927 година и осветена от епископ Йосиф Пелагонийски. В 1958 година е измазана, а покривът и трапезарията са поправени.
- Плочата с надпис с датата 30 октомври 1862 г. и името на митрополит Венедикт Византийски
- Главният иконостас на църквата
- Поглед към горния дял на църквата